# Matilo
 (septembre 2012).
Matilo ou Matilone, - aujourd'hui Leyde-Roomburg - est un castellum d'une cohorte et du vicus des Limes du Vieux Rhin en Germanie inférieure.
Jusque 1575, le nom de Lugdunum était utilisé erronément pour désigner Leyde dont le nom médiéval - Leithon - est simplement dérivé d'une petite rivière - la Leede.

## Castellum Matilo
Les vestiges actuels ainsi que les monuments sont protégés et conservés dans le sol (in situ).
Matilo est indiqué sur la Table de Peutinger entre Albaniana actuellement Alphen aan den Rijn et Praetorium Agrippinae, aujourd'hui Valkenburg.
Matilo est construit au départ du canal de Corbulon, qui fait la liaison avec Forum Hadriani - aujourd'hui Voorburg - capitale du peuple des Cananefates dans l'estuaire du Rhin et au confluent du Vieux Rhin, des rivières : la Zijl et la Warmonder Leede, la Leithe.
Le premier fort, au départ en bois, a probablement été construit à l'époque du creusement du canal, qui a commencé en 47 apr. J.-C. Le cours du canal avait été déjà repéré par des fouilles et un premier vestige de bateau romain avait été mis au jour en 1912.
Comme la plupart des forts des Limes du Vieux Rhin, Matilo fut détruit lors de la révolte du peuple des Bataves en 70. Il fut reconstruit, toujours en bois, pour être reconstruit en briques dans le premier quart du IIe siècle.
Le site était déjà connu au XVIe siècle.
En 1508, de larges murs, quelques inscriptions, trois statuettes de bronzes - deux lions, et la déesse Minerve - découverte six ans plus tôt, furent présentés à l'Empereur Maximilien d'Autriche. Des céramiques, des briques, des tuiles furent découvertes dans un monastère au lieu-dit Roomburg.
Les campagnes de fouilles ne sont pas nombreuses sur ce site. En 1927, on signale la découverte du fossé. Quarante ans plus tard, une campagne de fouille au géoradar tend à prouver la présence d'un petit fort de 82 m sur 100 et d'un quartier général de 32 m sur 32, daté manifestement du IIe siècle.
Une inscription mentionne que Septime Sévère a restauré le magasin qui avait été détruit et peut être datée de 196-198.
D'autres textes démontre que la cohorte I Lucensium Hispanorum, originaire d'Hispanie, la cohorte XV voluntarium civium Romanorum pia  et enfin le numerus exploratorum Batavorum - les éclaireurs -, qui toutes étaient des cohortes auxiliaires, ont longtemps occupé le site.
En 1994, une campagne de fouille par sondage révèle la présence d'un cimetière, d'un vicus probablement du peuple des Cananefates et d'un mur d'enceinte. En 1999, deux fragments du mur d'enceinte étaient dégagés.
En 1996, on découvre un masque de bronze - très fin - utilisé pour protéger les cavaliers romains, et qui peut être daté de la visite de l'empereur Hadrien en 121. Visite qui correspond à la construction des limes dont la route longeant l'ouvrage fut identifiée en 2006.
Au IIIe siècle, la mer est plus haute et le Bas-Rhin devient plus marécageux. Il semble probable que le castrum ait été reconstruit au début de ce siècle comme la plupart de ceux de Germanie inférieure. Matilo est abandonné. Une dernière occupation, temporaire, date de 243.